# Kabinett Paul II
Das Kabinett Paul II bildete vom 4. Dezember 1946 bis zum 7. Oktober 1947 die Landesregierung von Thüringen.
| Amt                            | Name                                     | Partei | Partei |
| ------------------------------ | ---------------------------------------- | ------ | ------ |
| Ministerpräsident              | Rudolf Paul                              |        | SED    |
| Inneres                        | Ernst Busse bis Mai 1947 Werner Eggerath |        | SED    |
| Inneres                        | Werner Eggerath                          |        | SED    |
| Finanzen                       | Leonhard Moog                            |        | LDP    |
| Justiz                         | Helmut R. Külz                           |        | LDP    |
| Wirtschaft, Arbeit und Verkehr | Georg Appell                             |        | SED    |
| Versorgung                     | Georg Grosse                             |        | CDU    |
| Volksbildung                   | Walter Wolf bis Mai 1947                 |        | SED    |
| Volksbildung                   | Marie Torhorst                           |        | SED    |